# Stallehr
Stallehr – gmina w Austrii, w kraju związkowym Vorarlberg, w powiecie Bludenz. Według Austriackiego Urzędu Statystycznego liczyła 284 mieszkańców (1 stycznia 2015).